# Ivan Gašparovič
Ivan Gašparovič (født 27. marts 1941 i Poltár i Banská Bystrica-regionen) er en slovakisk politiker, og tidligere præsident i Slovakiet i perioden 15. juni 2004 til 2014. 
Han repræsenterer partiet Hnutie za demokraciu (Bevægelsen for demokrati), som han var med til at stifte i 2002, efter at have forladt tidligere præsident Vladimír Mečiars parti Hnutie za demokratické Slovensko (Bevægelsen for et demokratisk Slovakiet). Han blev i 2004 valgt med 59,9 % af stemmerne med Mečiar som modkandidat i anden runde af præsidentvalget, efter at have kommet på andenpladsen i første runde med 22,3 % af stemmerne.

## Æresbevisninger
Ivan Gašparovič har siden den 28. februar 2005 været Kommandør af Storkorset af Trestjerneordenen.